# Days Go By (canção de The Offspring)
"Days Go By" é um single da banda estadunidense The Offspring, lançado em 27 de abril de 2012 pela gravadora Columbia Records.